# Кілду
Кі́лду (ест. Kildu küla) — село в Естонії, у волості Пиг'я-Сакала повіту Вільяндімаа.

## Населення
Чисельність населення на 31 грудня 2011 року становила 87 осіб.

## Географія
Через населений пункт проходить автошлях 24123 (Вастемийза — Виллі — Сууре-Яані). Від села починаються дороги 24128 (Кілду — Окса — Тирамаа) та 24215 (Метскюла — Кілду).

## Історія
З 19 грудня 1991 до 1 листопада 2005 року село входило до складу волості Вастемийза, з 1 листопада 2005 до 21 жовтня 2017 року — волості Сууре-Яані.